# Girirejo (Kaliangkrik)
Girirejo is een bestuurslaag in het regentschap Magelang van de provincie Midden-Java, Indonesië. Girirejo telt 2617 inwoners (volkstelling 2010).